# Hans Gruber
Hans Gruber kitalált filmes terrorista a Die Hard-sorozat legelső részében. Megformálója a brit színész Alan Rickman, akinek ez volt az első nagy sikerű alakítása.
Gruber német szélsőséges terrorista, aki 12 fős csapatával megszállja a Nakatomi-toronyházat, hogy a sikeres vállalattól elraboljanak 640 millió dollár értékű bemutatóra szóló kötvényt. Emberei mind jól képzett terroristák. Gruber nem riad vissza a gyilkosságtól, ám mindig megőrzi hidegvérét, és remek taktikai képességekkel rendelkezik. Végül mégis halálát leli, miután a film végén John McClane hathatós segítségével kizuhan a toronyház harminckettedik emeletéről.
Testvére, Simon szintén terrorista, aki a harmadik részben tűnik fel, őt Jeremy Irons formálja meg.